# MogA
MogA è una proteina batterica coinvolta nella biosintesi del cofattore molibdeno. Partecipa insieme alla MoeA all'ultimo passaggio della biosintesi che consiste nell'addizione di un atomo di molibdeno nella molibdopterina.
Mentre MogA facilita l'addizione del molibdeno attivando la MPT, formando l'intermedio MPT adenilato, MoeA media l'addizione del metallo a basse concentrazioni.
Nonostante l'insersione i molibdeno in MPT possa avvenire senza aiuto di proteine, in vitro per esempio si può ottenere ad alte concentrazioni di molibdato, MogA così come MoeA sono essenziali per le concentrazioni fisiologiche a cui si può trovare il molibdeno all'interno delle cellule.
MogA è una proteina trimerica con dimensioni complessive di circa 60 x 60 x 30 Å. circa 1400 Å2 della superficie accessibile è nascosto dalla trimerizzazione, che corrisponde al 16% della superficie molecolare di ogni monomero. I monomeri sono ripiegati a formare una molecola compatta, leggermente ellissoidale (47 × 32 × 37 Å) con architettura α/β/α, dove un nucleo centrale a foglietto-β è circondato da α-eliche su i due lati.
Negli eucarioti, proteine simili alla MogA e MoeA sono fuse insieme in una singola catena polipeptitica. Nell'uomo la gefirina è la proteina coinvolta nell'insersione del molibdeno in MPT, infatti presenta omologia sia tra il suo dominio N-terminale e la MogA, che il suo dominio C-terminale con la MoeA. La gefirina è coinvolta nella biosintesi del Moco nei tessuti non nervosi, mentre si può trovare anche nei terminali postsinaptici dove è di cruciale importanza per l'addensamento dei recettori della glicina nel tessuto nervoso centrale.